# Tabasco (stato)
Tabasco è un stato federato messicano di 2 395 272 abitanti.
Tabasco è uno Stato del Messico situato nella parte meridionale del paese e affacciato sulla baia di Campeche del Golfo del Messico a settentrione. Confina a ovest con lo Stato messicano di Veracruz, a sud con il Chiapas, a nord est con lo Stato di Campeche.
La sua capitale è Villahermosa. Gran parte del territorio è situato su un bassopiano sull'estuario del fiume Grijalva. L'attività economica prevalente è l'estrazione di petrolio.
La località di La Venta nella parte occidentale dello Stato era (1200-600 a.C.) uno dei centri più importanti della cultura olmeca. Nella parte orientale dello Stato si trovano anche alcune rovine Maya. 
Hernán Cortés sbarcò sulle coste di questo Stato nel marzo 1519. I capi locali gli offrirono 20 giovani tra cui vi era la Malinche denominata successivamente donna Marina, che fu insieme a Cortés l'artefice della conquista dell'impero azteco.
Dal nome di questa regione deriva sia la varietà tabasco di peperoncino, Capsicum frutescens, sia il nome dell'omonima salsa.

## Storia
Nella era preistorica Tabasco fu, come Veracruz, la patria dei misteriosi Olmechi. Successivamente fu popolata dagli indios Chontal,  che ebbero un importante ruolo in epoca preispanica nelle migrazioni tra il Messico centrale e meridionale e lo Yucatán. Juan de Grijalva nel 1518 e Hernán Cortés nel 1519 furono i primi europei a sbarcare su queste coste, ma vennero presto scacciati. Solo Francisco de Montejo riuscì dopo il 1540 a conquistare una parte del territorio.
Tabasco divenne uno stato federale della Repubblica messicana nel 1824. Negli anni '60 del XIX secolo il Tabasco fu teatro di scontri con le truppe francesi, che occupavano parti del paese per sostenere l'imperatore Massimiliano. Negli anni '20 e '30 del XX secolo, all'epoca della Guerra cristera, il governatore radicale Tomás Garrido Canabal intraprese un'esasperata lotta contro la Chiesa cattolica. La maggior parte dei luoghi di culto fu distrutta, i preti cacciati e le messe proibite. Questi avvenimenti ispirarono Graham Greene per la sua opera Il potere e la gloria

## Società

### Evoluzione demografica
La popolazione del Tabasco è cresciuta in maniera rapida: è passata dai 1 501 744 del 1990 ai 1 989 969 del 2005. La popolazione del Tabasco è in gran parte giovane, con una età media di 19 anni e con oltre il 38% sotto i 15 anni d'età.
Abitanti censiti (in migliaia)

### Suddivisione amministrativa
Lo Stato di Tabasco è suddiviso in 17 comuni (Municipalidades):

| Codice INEGI | Municipio       | Capoluogo municipale     | Data di creazione | Popolazione (2015) | Area (km²) |
| ------------ | --------------- | ------------------------ | ----------------- | ------------------ | ---------- |
| 001          | Balancán        | Balancán                 |                   | 60.516             | 3588,9     |
| 002          | Cárdenas        | Cárdenas                 |                   | 258.554            | 2055,6     |
| 003          | Centla          | Frontera                 |                   | 110.130            | 2701,9     |
| 004          | Centro          | Villahermosa             |                   | 684.847            | 1723,4     |
| 005          | Comalcalco      | Comalcalco               |                   | 201.654            | 770,7      |
| 006          | Cunduacán       | Cunduacán                |                   | 138.504            | 600,6      |
| 007          | Emiliano Zapata | Emiliano Zapata          |                   | 30.637             | 594,2      |
| 008          | Huimanguillo    | Huimanguillo             |                   | 188.792            | 3729,7     |
| 009          | Jalapa          | Jalapa                   |                   | 38.231             | 594,3      |
| 010          | Jalpa de Méndez | Jalpa de Méndez          |                   | 87.249             | 370,8      |
| 011          | Jonuta          | Jonuta                   |                   | 30.567             | 1650,2     |
| 012          | Macuspana       | Macuspana                |                   | 165.729            | 2436,9     |
| 013          | Nacajuca        | Nacajuca                 |                   | 138.366            | 536,9      |
| 014          | Paraíso         | Paraíso                  |                   | 94.375             | 409,3      |
| 015          | Tacotalpa       | Tacotalpa                |                   | 48.784             | 737,0      |
| 016          | Teapa           | Teapa                    |                   | 58.523             | 422,2      |
| 017          | Tenosique       | Tenosique de Pino Suárez |                   | 59.814             | 1888,5     |